# Apolinary Leśniewski
Apolinary Józef Leśniewski (ur. 23 lipca 1891 we Wróblewie, zm. 5 listopada 1984 w Sieradzu) – duchowny katolicki, ksiądz infułat, kapelan wojskowy Armii Krajowej w stopniu majora. 

## Życiorys
Syn Stanisława Leśniewskiego (1863–1922), nauczyciela kaliskiej szkoły franciszkańskiej i Marii zd. Maron (1864–1937), pochowanych na Cmentarzu Miejskim w Kaliszu. Dziadek brał udział w powstaniu styczniowym. Miał kilkoro rodzeństwa: Wacław Leśniewski (zm. 1960), kapitan Wojska Polskiego, Marian Leśniewski (zm. 1944 w niewoli niemieckiej w Gusen), porucznik WP, Irena (zm. 1957), nauczycielka, zamężna za Marianem Krysiakiem (zm. 1941), sekretarzem Starostwa Powiatowego w Kaliszu, Maria (zm. 1982), nauczycielka, zamężna za Ignacym Krawcem (zm. 1963), kierownikiem Sądu Grodzkiego w Kaliszu.  
Uczył się m.in. w Szkole Handlowej w Kaliszu, był współorganizatorem kaliskiego skautingu, za co był zatrzymany przez carskie władze. Studiował medycynę i nauki przyrodnicze na Uniwersytecie we Lwowie i Uniwersytecie Warszawskim. Absolutorium otrzymał na Wydziale Filozoficznym Uniwersytetu Jagiellońskiego w Krakowie. Później uczył się w Wyższym Seminarium Duchownym we Włocławku, gdzie w 1920 otrzymał święcenia kapłańskie. Kolejne lata mieszkał we Włocławku, pracując jako nauczyciel religii w szkołach publicznych, m.in. w gimnazjum Janiny Steinbokówny, a od września 1926 był dyrektorem prywatnego, katolickiego Gimnazjum im. Jana Długosza, uczył również w tamtejszym Wyższym Seminarium Duchownym, gdzie jego wychowankiem był m.in. późniejszy prymas Stefan Wyszyński. Od 1932 przebywał w Paryżu będąc duszpasterzem tamtejszej Polonii. Po powrocie do kraju w 1934 został wizytatorem w Zarządzie Centralnym Ministerstwa Wyznań i Oświecenia Publicznego. 
W 1937 został odznaczony Medalem Niepodległości.
Po wybuchu wojny został kapelanem wojskowym, pełnił również funkcję kapelana AK w stopniu majora w czasie powstania warszawskiego w 1944 (pseudonim "Maron"). Po wojnie zamieszkał w Sieradzu, gdzie został pierwszym powojennym proboszczem tamtejszej fary, jednocześnie był nauczycielem religii w sieradzkich szkołach, a z nadania Ministerstwa Oświaty został przewodniczącym komisji ds. podręczników i programów nauczania religii. W 1950 w ramach represji politycznych wobec księży katolickich został skazany przez Sąd wojskowy na karę 5 lat pozbawienia wolności, ponieważ nie poinformował bezpieki o nielegalnej organizacji uczniów w sieradzkiej szkole. Został zwolniony po 2 latach. Po powrocie z więzienia ponownie został proboszczem w Sieradzu, będąc aż do emerytury pod stałą obserwacją służb bezpieczeństwa.
Został pochowany na sieradzkim cmentarzu parafialnym; nagrobek księdza sąsiaduje z grobowcem jego przyjaciela, Antoniego Cierplikowskiego.
16 lipca 2016 odznaczony pośmiertnie Krzyżem Komandorskim Orderu Odrodzenia Polski za wybitne zasługi dla niepodległości Rzeczypospolitej Polskiej, za pielęgnowanie tożsamości kulturowej Polaków.

## Upamiętnienie
W 2017 roku jedna z ulic Sieradza została nazwana imieniem księdza Apolinarego Leśniewskiego (poprzednio ulica 23 stycznia - data wyzwolenia miasta spod okupacji niemieckiej w 1945).